# Cressier, Neuchâtel
Cressier är en ort och kommun i kantonen Neuchâtel, Schweiz. Kommunen har 1 924 invånare (2023).